# 灵照寺 (北京)
40°27′19″N 115°57′59″E / 40.45528°N 115.96639°E
灵照寺，俗称“南大寺”，位于北京市延庆县妫水湖北岸湖北西路7号，是一座汉传佛教寺院。

## 历史
灵照寺位于延庆县妫水湖（莲花湖）北岸，始建于金朝，原名“观音寺”，元朝末年遭到战争破坏。明朝永乐十二年（1414年）在原址重建该寺。明朝正统五年（1440年）秋，明英宗敕赐额曰“灵照寺”。后来，经过历代僧人不断扩建，该寺规模十分宏大，自成格局。
1984年，延庆县人民政府将灵照寺列为延庆县文物保护单位。1986年、1995年，延庆县对灵照寺进行修缮。1997年，又对灵照寺进行抢救性修缮，1999年7月全部工程竣工。寺院经过此次修葺，恢复了历史风貌。寺内增设了碑林、经幢等石刻文物，增加了中古楼、金钱眼、佛像、斋堂等新的建筑及设施。两侧配殿还设有民俗展览厅，其中展出600多件民俗实物及照片。
2013年9月27日，灵照寺发生盗窃事件，寺院门前的一对石狮子被盗走。事发后两天，偷盗嫌疑人被怀柔警方控制，石狮子已经在交货前被警方及时追回。

## 建筑
灵照寺坐北朝南，占地面积3678平方米，建筑面积1065平方米。整个寺院分为二进院落、三层殿宇。中轴线上依次是山门殿、天王殿、大雄殿，两侧配殿是观世音菩萨殿、地藏王菩萨殿、镇寺宝幢屋、寮房。
灵照寺以西100米处的妫水公园展现着欧式建筑风格，灵照寺近处的莲花湖码头可供游人乘船游妫水湖（莲花湖）。